# Ásahreppur
Ásahreppur is een gemeente in het zuiden van IJsland in de regio Suðurland. Het heeft 158 inwoners (in 2006) en een oppervlakte van 2.942 km².
Vestmannaeyjabær · Árborg · Mýrdalshreppur · Skaftárhreppur · Ásahreppur · Rangárþing eystra · Rangárþing ytra · Hrunamannahreppur · Hveragerðisbær · Ölfus · Grímsnes- og Grafningshreppur · Skeiða- og Gnúpverjahreppur · Bláskógabyggð · Flóahreppur